# Bendedicta Aschan
Tyra Benedicta Aschan, född 15  augusti 1932 i Jukkasjärvi församling, Kiruna död 19 maj 2011 i Vadstena, var en svensk konstnär och lärare. Hon var mor till konstnären Cecilia Stigevik.
Aschan studerade matematik och fysik vid Uppsala universitet. Efter filosofisk ämbetsexamen fick hon ett års stipendium och arbetade då bland annat med elektronik för professorn och nobelpristagaren Kai Siegbahn. Hon tog tjänstledigt från sin tjänst som adjunkt i Torsby för att studerade konst på Gerlesborgsskolan i Stockholm 1979–1981, Gerlesborgsskolan i Bohuslän 1976–1979 samt enstaka konstkurserunder perioden 1982–1983. Hon har medverkat i samlingsutställningar på bland annat Liljevalchs vårsalong ett antal gånger, Norra Värmlands konstförenings höst och vårsalonger, Värmlands konstförenings höstsalonger, Konstfrämjandet i Stockholm och Stockholm Art Fäir. 
Hon har tilldelats Norra Värmlands konstförenings jubilestipendium 1980 och Torsby kommuns kulturstipendium 1992.
Hennes offentliga arbeten består av utsmyckning för Asea-Scandia i Mölndal, Villa Asea i Västerås och Hotell Liseberg i Göteborg.
Hennes konst består av olja, pastell och akvarell i föreställande och mer abstrakt form. Som författare skrev hon boken Den inlevelserika konstruktören som utgavs postumt 2013.
Aschan är representerad i Karlstad, Kil, Säffle och Torsby kommunala samlingar, Värmlands läns landsting, Skolroteln i Stockholm och Första sparbanken i Stockholm.